# EMTNプログラム
EMTNプログラム（英: Euro medium term note program）とは、ユーロ市場のMTNプログラム（債券の発行者があらかじめ発行条件の大枠を決めたもの）のことを言う。
最初に、関係者や発行総額、発行可能な債券の種類、準拠法、関係者などを包括的に定めた目論見書（offering circular、もしくはprospectusと呼ばれる）を作成しておく。すると、その後は個別の債券を発行するたびに、プライシングサプルメントと呼ばれる簡易な書類を作成すれば済む。
1件起債と比較して、債券発行までのコストも日数もかからない為、発行者および投資家双方にメリットがあるため、急速に広まった。